# Stanisław Nawracaj
Stanisław Nawracaj (ur. 13 listopada 1932 w Jodłowej) – polski fotograf, geograf, nauczyciel. Członek założyciel Krośnieńskiego Towarzystwa Fotograficznego. Członek Fotoklubu Regionalnego Centrum Kultur Pogranicza w Krośnie.

## Życiorys
Stanisław Nawracaj związany z krośnieńskim środowiskiem fotograficznym – wieloletni nauczyciel geografii w krośnieńskich placówkach oświatowych, opiekun, kurator szkolnych kółek fotograficznych. Miejsce szczególne w jego twórczości zajmuje fotografia architektury (w dużej części Krosna), fotografia dokumentalna, fotografia krajobrazowa (Krosna i okolic), fotografia krajoznawcza, oraz fotografia portretowa. Fotografuje od wielu lat – od 1956 roku do 1964 jako fotoreporter współpracował z Trybuną Opolską, w 1964 roku podjął współpracę z dziennikiem „Nowiny Rzeszowskie” oraz Centralną Agencją Fotograficzną. W tym samym czasie podjął kuratelę nad kółkami fotograficznymi, funkcjonującymi przy Zespole Szkół Zawodowych i Technikum Mechanicznym w Krośnie. W 1970 roku był jednym ze współzałożycieli Krośnieńskiego Towarzystwa Fotograficznego. 
Stanisław Nawracaj jest autorem i współautorem wielu wystaw fotograficznych; indywidualnych oraz zbiorowych – w Polsce i za granicą (m.in. prezentował swoje fotografie w Argentynie, Belgii, Brazylii, Czechosłowacji, Kanadzie, Rumunii, na Słowacji, Ukrainie i Węgrzech). Jego fotografie były wielokrotnie wyróżniane na wystawach pokonkursowych.  
W 2015 roku za wieloletnią działalność na rzecz fotografii oraz twórczość fotograficzną – został uhonorowany Nagrodą Prezydenta Miasta Krosna. 

## Wystawy indywidualne
- Człowiek
- Dziecko
- Nowa architektura
- Pejzaż zimowy
- Budownictwo drewniane
- Norwegia, nie tylko fiordy
- Krosno w fotografii Stanisława Nawracaja[1][2]

Źródło

## Odznaczenia
- Krzyż Kawalerski Orderu Odrodzenia Polski
- Złoty Krzyż Zasługi
- Medal Komisji Edukacji Narodowej
- Złoty Medal „Za Zasługi dla Rozwoju Twórczości Fotograficznej”[7]

Źródło

## Publikacje (albumy)
- Krosno – miasto i ludzie w fotografii Stanisława Nawracaja z lat 60. – 80. XX wieku (Agencja Wydawniczo - Fotograficzna GRAFFIA; 2017)[1][8]